# Torres gemelas del Deutsche Bank
Las torres gemelas del Deutsche Bank, también conocidas como sede central del Deutsche Bank (en alemán, Zwillingstürme der Deutschen Bank o Hauptverwaltung Deutsche Bank AG), son dos torres gemelas situadas en el distrito Westend-Süd de Fráncfort, Alemania. Ambas torres tienen una altura de 155 m y son la sede del Deutsche Bank, el mayor banco de Alemania. Las torres gemelas se apodan a veces «débito y crédito» (en alemán, Soll und Haben), los dos aspectos de toda transacción financiera.

## Localización
Las torres gemelas del Deutsche Bank se sitúan en la frontera de los distritos de Westend-Süd, Bahnhofsviertel e Innenstadt, cerca de una serie de parques (Wallanlagen) y la Opernplatz. Esta zona constituye el distrito financiero de Fráncfort, llamado Bankenviertel.
Estas torres forman parte de un grupo de rascacielos situados en Mainzer Landstraße, que se extiende desde Opernplatz hasta Platz der Republik, al oeste. Las torres tienen acceso directo a la estación de S-Bahn subterránea de Taunusanlage. Frente a la entrada se sitúa un monolito de 66 toneladas, llamado «Continuidad», tallado por el escultor suizo Max Bill.

## Arquitectura
Las torres se construyeron entre 1979 y 1984, originalmente para albergar un hotel del Hyatt Hotel Group. Los edificios ya estaban en construcción cuando Hyatt canceló su proyecto y Deutsche Bank decidió establecer allí su sede.
El complejo se compone de tres partes: una base de cuatro plantas y las dos torres. Los edificios tienen estructura de hormigón armado con fachada de cristal.
En contraste con el cercano rascacielos Trianon, construido unos años después, el pedestal de las torres del Deutsche Bank se adapta al entorno urbano. Es más bajo que los edificios vecinos, pero tiene una superficie mayor. Tienen una planta irregular con tramos hacia el este, sudoeste y noroeste. Ambas tienen idénticas plantas trapezoidales irregulares que son simétricas respecto a un ángulo de 45 grados.
Los edificios se han convertido en un telón de fondo muy popular en la prensa escrita y la televisión como un símbolo de la economía alemana debido al papel que Deutsche Bank desempeña como uno de los bancos más importantes del mundo.

## Construcción
Las torres comparten una losa de cimentación de 4660 m², que tiene un espesor de 4 m en el centro y se estrecha hacia los bordes, a 2,5 m. La losa contiene 16 122 m³ de hormigón armado. La profundidad de formación está a unos 13 m bajo el nivel del suelo.

## Renovación
En 2006 el Deutsche Bank decidió que las torres tendrían que ser renovadas tras 22 años debido a cambios en la normativa contra incendios. La renovación se realizó entre 2007 y 2011. No solo se mejoraron los sistemas de protección ante el fuego, sino que también se sustituyeron todos los sistemas climáticos, de fontanería e iluminación. Esto hizo que el consumo de energía y las emisiones de CO2 del edificio se redujeran en más de un 50 por ciento. Un nuevo acristalamiento con ventanas que se abren mejoró aún más el balance energético. El objetivo era que el edificio lograra la certificación ecológica americana LEED con la categoría más alta, platino, y el sello de calidad alemán DGNB. Las torres fueron los primeros rascacielos que consiguieron esta certificación del US Green Building Council. Para el interior, el banco escogió al arquitecto milanés Mario Bellini. Durante la renovación, unos 2500 empleados se trasladaron a tres otras ubicaciones en Fráncfort, incluido el Investment Banking Center, cerca de la feria.
Tras una renovación de tres años, las torres del Deutsche Bank reabrieron oficialmente el 14 de febrero de 2011 en una ceremonia a la que asistieron personalidades de la política, los negocios y la sociedad. Casi unos 26 años antes, en febrero de 1985, abrió por primera vez el edificio. Desde entonces, las torres se han convertido en puntos de referencia de Fráncfort y símbolos de Alemania como centro financiero. Dr. Josef Ackermann, Presidente del Consejo de Administración del Deutsche Bank AG, explicó que “Estas torres no son solo puntos de referencia de Fráncfort, también son marcas de un Deutsche Bank que es fuerte, consciente de su responsabilidad social y de orientación global pero que tiene raíces en Fráncfort y Alemania. Estas torres representan, en el verdadero sentido de la palabra, al Deutsche Bank. Estamos verdaderamente en casa aquí.” Prof. Mario Bellini, diseñador y arquitecto de Milán dijo que “las torres son símbolos de una empresa muy sólida que ha crecido a lo largo de muchos años, una construida sobre cimientos sólidos pero que al mismo tiempo sigue siendo muy dinámica.”
Deutsche Bank usó la renovación de las torres para implementar muchas ideas innovadoras, principalmente en el campo de la ecología. El banco ha reducido el consumo de energía a la mitad, el consumo de agua en más del 70 por ciento y las emisiones de CO2 en casi el 90 por ciento, haciendo a las torres uno de los rascacielos más ecológicos del mundo.
Las torres recibieron las certificaciones más altas de LEED Platino y DGNB Oro por su eficiencia energética y de uso de recursos. Scot Horst (del US Green Building Council) y el Profesor Manfred Hegger (del Consejo Alemán de Edificios Sostenibles) presentaron los dos certificados a Hermann-Josef Lamberti quien, como jefe de operaciones, fue el miembro del Consejo de Administración del Deutsche Bank responsable de la renovación. Petra Roth, alcalde de la ciudad de Fráncfort, destacó en sus palabras de bienvenida la importancia de edificios ecológicos y sostenibles en el desarrollo urbano. “Estamos muy contentos de que la modernización de las torres del Deutsche Bank haya atraído el interés mundial. Fráncfort merece la reputación de 'ciudad verde' en muchos aspectos. Es una meta para la que hemos estado trabajando durante muchos años, y que hemos resaltado aún más al solicitar el Premio de Capital Verde Europea de 2014.”
|  |
|  |

|  |
|  |

|  |
|  |